# Tour de Lombardie 1913
La 9e édition de la course cycliste, le Tour de Lombardie a eu lieu le 2 novembre 1913 et a été remportée par le Français Henri Pélissier. Il devient le premier coureur à remporter deux fois cette classique, après sa victoire en 1911.

## Classement final
| \| 1. Henri Pélissier \| France \| en \| 7 h 43 min 48 s \| \| 2. Maurice Brocco \| France \| à \| 2 s \| \| 3. Marcel Godivier \| France \| \| 2 s \| \| 4. Luigi Annoni \| Italie \| \| 2 s \| \| 5. Erich Aberger \| Allemagne \| \| 2 s \| \| 6. Dario Beni \| Italie \| \| 2 s \| \| 7. Luigi Lucotti \| Italie \| \| 2 s \| \| 8. Carlo Galetti \| Italie \| \| 2 s \| \| 9. Richard Schenkel \| Allemagne \| \| 2 s \| \| 10. Romolo Verde \| Italie \| \| 2 s \| |           |    |                 |
| 1. Henri Pélissier | France    | en | 7 h 43 min 48 s |
| 2. Maurice Brocco | France    | à  | 2 s             |
| 3. Marcel Godivier | France    |    | 2 s             |
| 4. Luigi Annoni | Italie    |    | 2 s             |
| 5. Erich Aberger | Allemagne |    | 2 s             |
| 6. Dario Beni | Italie    |    | 2 s             |
| 7. Luigi Lucotti | Italie    |    | 2 s             |
| 8. Carlo Galetti | Italie    |    | 2 s             |
| 9. Richard Schenkel | Allemagne |    | 2 s             |
| 10. Romolo Verde | Italie    |    | 2 s             |